# ردی یوپی
ردی یوپی (آلبانیایی: Redi Jupi؛ زادهٔ ۳۱ مهٔ ۱۹۷۴) بازیکن فوتبال اهل آلبانی است.
از باشگاه‌هایی که در آن بازی کرده‌است می‌توان به باشگاه فوتبال دینامو تیرانا، باشگاه فوتبال پارتیزانی تیرانا، باشگاه فوتبال رییکا، باشگاه فوتبال دیاربکرسپور، و باشگاه فوتبال تیرانا اشاره کرد.
وی همچنین در تیم ملی فوتبال آلبانی بازی کرده‌است.